# De Koog
De Koog est un village de la commune néerlandaise de Texel, dans la province de la Hollande-Septentrionale. En 2009, le village comptait environ 1 300 habitants.